# Sicya directaria
Sicya directaria är en fjärilsart som beskrevs av Achille Guenée 1858. Sicya directaria ingår i släktet Sicya och familjen mätare. Inga underarter finns listade i Catalogue of Life.